# Norchi Dinamoeli Tbilisi 2011-2012

## Rosa
| N. |                    | Ruolo | Calciatore              |
| -- | ------------------ | ----- | ----------------------- |
|    | Georgia (bandiera) | P     | Andre Nonos             |
|    | Georgia (bandiera) | D     | Giorgi Berishvili       |
|    | Georgia (bandiera) | D     | Goderdzi Machaidze      |
|    | Georgia (bandiera) | D     | Zaur Kardava            |
|    | Georgia (bandiera) | D     | Giorgi Taniashvili      |
|    | Georgia (bandiera) | D     | Goga Kvaraia            |
|    | Georgia (bandiera) | D     | Levan Chagelishvili     |
|    | Georgia (bandiera) | D     | Goga Chubinidze         |
|    | Georgia (bandiera) | C     | Giorgi Chikvaidze       |
|    | Georgia (bandiera) | C     | Aleksi Khvtisavrishvili |

| N. |                    | Ruolo | Calciatore            |
| -- | ------------------ | ----- | --------------------- |
|    | Georgia (bandiera) | C     | Aleksandre Shengelia  |
|    | Georgia (bandiera) | C     | Zaur Dzagania         |
|    | Georgia (bandiera) | C     | Ioseb Chakhvashvili   |
|    | Georgia (bandiera) | C     | Levan Iashvili        |
|    | Georgia (bandiera) | C     | Beka Shubitidze       |
|    | Georgia (bandiera) | C     | Giorgi Diasamidze     |
|    | Georgia (bandiera) | P     | Ilia Kavtaradze       |
|    | Georgia (bandiera) | D     | Mikheil Khokerashvili |
|    | Georgia (bandiera) | D     | Levan Labartkava      |